# Isabelle Staude
Isabelle Philippa Staude (* 1982) ist eine deutsche Physikerin. Sie ist Professorin für photonische Nanomaterialien an der Friedrich-Schiller-Universität Jena.

## Leben
Isabelle Staude wurde 1982 geboren. Sie studierte ab 2001 an der Universität Konstanz Physik. Nach dem Diplom 2007 begann sie ein Promotionsstudium an der Karlsruhe School of Optics and Photonics (KSOP) des Karlsruher Instituts für Technologie (KIT). 2011 wurde sie am Institut für angewandte Physik des KIT mit der Dissertation Functional Elements in Three-Dimensional Photonic Bandgap Materials zum Doktor der Naturwissenschaften promoviert. Parallel zu ihrem Physikstudium absolvierte sie von 2002 bis 2009 ein Studium der Wirtschaftswissenschaften (Diplom-Kauffrau) an der Fernuniversität in Hagen.
Nach der Promotion begab sie sich für einen mehrjährigen Forschungsaufenthalt nach Australien, wo sie an der Australian National University in Canberra am dortigen Zentrum für nichtlineare Physik tätig war, zunächst von 2011 bis 2013 als Postdoktorandin, von 2013 bis 2015 dann als wissenschaftliche Angestellte (Research Fellow Level B). In dieser Stellung war sie auch stellvertretende Leiterin des Nano-Plasmonik-Projekts am Exzellenzzentrum CUDOS (Centre of Excellence for Centre for Ultrahigh bandwidth Devices for Optical Systems) des Australian Research Council (ARC).
2015 kehrte sie nach Deutschland zurück und nahm eine Stelle an der Friedrich-Schiller-Universität Jena als Nachwuchsgruppenleiterin am dortigen Institut für angewandte Physik und dem Abbe Center of Photonics der Fakultät für Physik und Astronomie an. Ab 2016 wurde ihr und ihrer Gruppe Förderung durch das Emmy-Noether-Programm zuteil. 2017 wurde sie Juniorprofessorin in Jena; seit 2020 ist Isabelle Staude Inhaberin einer Vollprofessur für photonische Nanomaterialien dort.

## Wirken
Isabelle Staudes Forschungsgebiete sind die Nanophotonik, die Wechselwirkung von Licht und Materie sowie photonische Nanomaterialien. Unter anderem demonstrierte sie eine Methode zur umfassenden Kontrolle von Lichtfeldern auf nanometrischen Längenskalen mittels Anregung elektrischer und magnetischer Mie-Resonanzen in lithographisch hergestellten Silizium-Nanoteilchen. Nach Ansicht der Jury des Hertha-Sponer-Preises eröffnen die von ihr gewonnenen Erkenntnisse „den Weg zur Entwicklung extrem dünner photonischer Komponenten neuartiger Funktionalität“.

## Ehrungen und Auszeichnungen
2017 verlieh die Deutsche Physikalische Gesellschaft Isabelle Staude den Hertha-Sponer-Preis „in Anerkennung ihres zukunftsweisenden Beitrags zur Grundlagenforschung in der Nanophotonik“. Seit 2018 ist sie Mitglied der Jungen Akademie, einer interdisziplinären Forschungsplattform für den wissenschaftlichen Nachwuchs an der Berlin-Brandenburgischen Akademie der Wissenschaften (BBAW) und der Nationalen Akademie der Wissenschaften Leopoldina.

## Veröffentlichungen
Isabelle Staude ist Autorin oder Mitautorin von über 130 wissenschaftlichen Fachartikeln. Die Literatur- und Zitationsdatenbank Web of Science weist ihr einen h-Index von 42 zu (Stand: Oktober 2022). Zu ihren meistzitierten Publikationen gehören die folgenden:
- Manuel Decker, Isabelle Staude, Matthias Falkner, Jason Dominguez, Dragomir N. Neshev, Igal Brener, Thomas Pertsch, Yuri S. Kivshar: High-Efficiency Dielectric Huygens’ Surfaces. In: Advanced Optical Materials. Band 3, Nr. 6, Juni 2015, S. 813–820, doi:10.1002/adom.201400584.
- Isabelle Staude, Andrey E. Miroshnichenko, Manuel Decker, Nche T. Fofang, Sheng Liu, Edward Gonzales, Jason Dominguez, Ting Shan Luk, Dragomir N. Neshev, Igal Brener, Yuri Kivshar: Tailoring Directional Scattering through Magnetic and Electric Resonances in Subwavelength Silicon Nanodisks. In: ACS Nano. Band 7, Nr. 9, 20. August 2013, S. 7824–7832, doi:10.1021/nn402736f.
- Isabelle Staude, Jörg Schilling: Metamaterial-inspired silicon nanophotonics. In: Nature Photonics. Band 11, Nr. 5, Mai 2017, S. 274–284, doi:10.1038/nphoton.2017.39.
- Maxim R. Shcherbakov, Dragomir N. Neshev, Ben Hopkins, Alexander S. Shorokhov, Isabelle Staude, Elizaveta V. Melik-Gaykazyan, Manuel Decker, Alexander A. Ezhov, Andrey E. Miroshnichenko, Igal Brener, Andrey A. Fedyanin, Yuri S. Kivshar: Enhanced Third-Harmonic Generation in Silicon Nanoparticles Driven by Magnetic Response. In: Nano Letters. Band 14, Nr. 11, 28. Oktober 2014, S. 6488–6492, doi:10.1021/nl503029j.
- Michael S. Rill, Christine Plet, Michael Thiel, Isabelle Staude, Georg von Freymann, Stefan Linden, Martin Wegener: Photonic metamaterials by direct laser writing and silver chemical vapour deposition. In: Nature Materials. Band 7, Nr. 7, Juli 2008, S. 543–546, doi:10.1038/nmat2197.